# Marcus Schwarzrock
Marcus Schwarzrock, né le 4 mars 1967 à Hambourg est un rameur et entraineur d'aviron allemand.

## Biographie
Il a commencé l'aviron à 15 ans au Ruder-Club Allemannia von 1866 (de). Il a terminé deuxième des championnats d'Allemagne en quatre sans barreur poids léger. A 24 ans, il commence sa carrière d'entraîneur au Ruder-Club Allemannia von 1866,. Il devient ensuite directeur sportif du club. En 2005, il est nommé entraîneur national. En 2012, le quatre de couple masculin qu'il entraînait a remporté la médaillé d'or lors des jeux olympiques de Londres. En décembre 2012, il succède à Hartmut Buschbacher (de) comme entraîneur en chef de la Fédération allemande d'aviron,.

## Vie personnelle
Il est marié et à deux enfants.